# Carrosserie Pourtout
 (juillet 2025).
Si vous disposez d'ouvrages ou d'articles de référence ou si vous connaissez des sites web de qualité traitant du thème abordé ici, merci de compléter l'article en donnant les références utiles à sa vérifiabilité et en les liant à la section « Notes et références ».
La carrosserie Pourtout est une entreprise de carrosserie automobile française, créée en 1925 par Marcel Pourtout. Elle existe toujours actuellement, mais elle s’est reconvertie dans la réparation automobile, après avoir cessé ses activités en 1994.

## Présentation

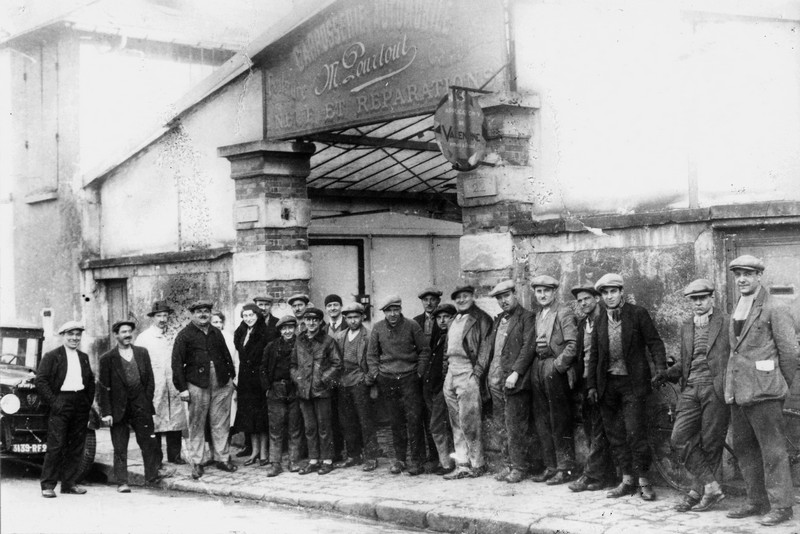
Le personnel de la carrosserie à Bougival.

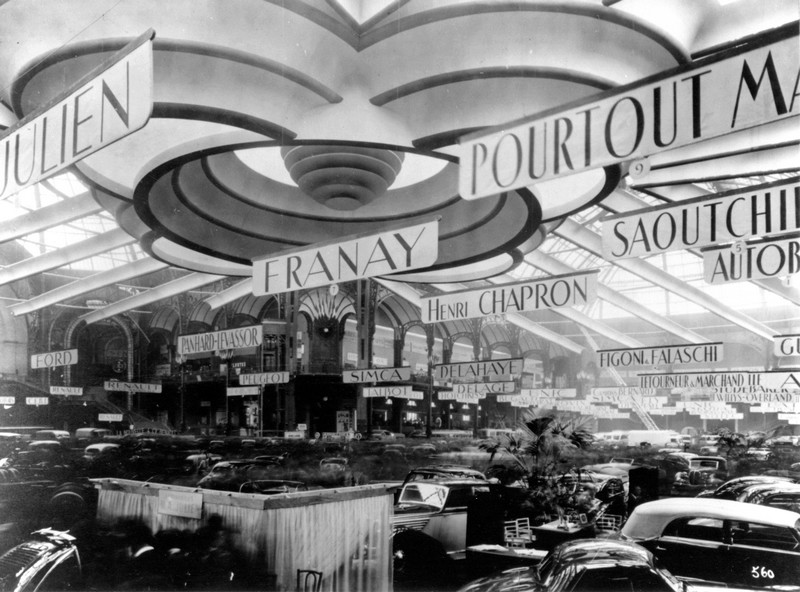
Salon de L'Automobile de Paris, 1946.

Ouverte en 1925 dans un petit atelier à Bougival (Yvelines) par Marcel Pourtout, elle se constitue alors d’une dizaine d’ouvriers. La comptabilité de l’entreprise est gérée par l’épouse de M. Pourtout, Henriette. Les premières commandes et les premiers clients arrivent, et l’acharnement au travail bien fait de Marcel permettra de rembourser les sommes empruntées en quelques années. Ainsi, en 1928, il se voit obligé d’agrandir ses ateliers. En 1936, la Carrosserie déménage à Rueil-Malmaison et s’établit dans les anciens ateliers de l’usine Hurtu. Ce vaste espace permettra la production de petites séries de véhicules, en parallèle avec la réalisation de modèles à l'unité. La société compte alors une cinquantaine d’ouvriers.
Avec la Seconde Guerre mondiale, les activités vont se ralentir, et Marcel Pourtout sera nommé maire de Rueil-Malmaison en 1941, en raison de sa fonction de chef d’entreprise - conséquente pour l’époque. Les ateliers sont réquisitionnés par les Allemands, qui les feront sauter en partie avant de les quitter. Des ambulances seront produites durant le conflit. De 1947 à 1952, la Carrosserie Pourtout sera encore présente au Salon de l’Automobile, mais ce sera la fin des « Belles d’avant guerre », notamment à cause de la mort du dessinateur automobile et résistant Georges Paulin. Après avoir réalisé encore un certain nombre de carrosseries prestigieuses, Marcel Pourtout finira par s’orienter, avec ses fils Claude et Jean-Pierre, vers les véhicules industriels et publicitaires.
Au cours de son existence, la Carrosserie Pourtout a habillé un grand nombre de marques comme:
Voisin, Fiat, Hispano-Suiza, Panhard, Hotchkiss, Bugatti, Lorraine, Lancia, Unic, Renault, Peugeot, Bentley, Delage, Delahaye, Talbot-Lago, Healey, Simca, Chrysler…

## Collaboration avec Émile Darl'Mat et Georges Paulin

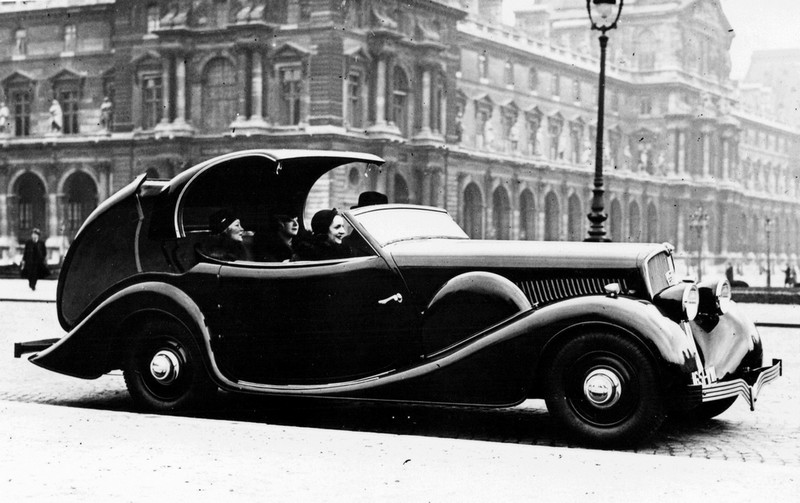
Peugeot 601 C Eclipse (1934).

À la fin de l'année 1933, le concessionnaire Peugeot Émile Darl'Mat présente Georges Paulin à Marcel Pourtout. Ce dentiste de formation va devenir à partir de ce moment le styliste attitré de la Carrosserie Pourtout. Leur collaboration permettra la mise en application du toit Eclipse, un système de toit escamotable dans le coffre, sur les Peugeot 301, 401, 402, 601, les Lancia Belna ou encore sur des modèles Hotchkiss et Panhard.

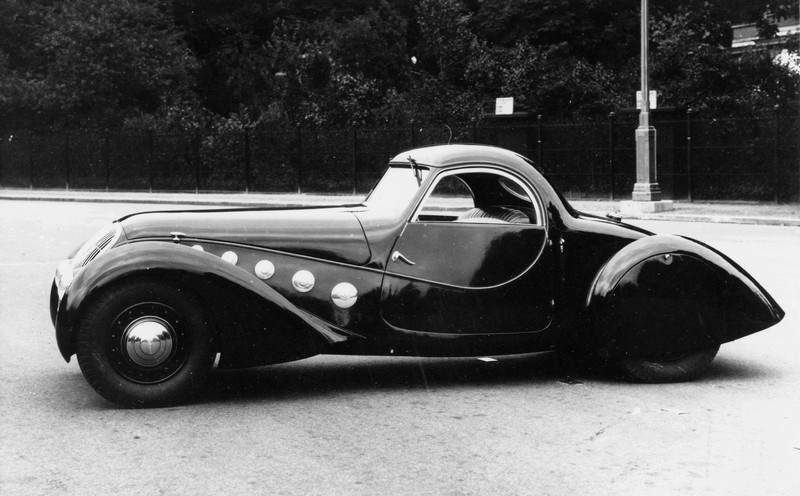
Peugeot 402 Darl’Mat "Spécial Sport" (1938).

En 1937, en collaboration avec Emile Darl’Mat, la carrosserie réalise trois automobiles identiques pour les 24 Heures du Mans: sur châssis Peugeot 302 modifié, avec un moteur de 402 lui aussi retravaillé, la 402 Darl’Mat Roadster va s’illustrer lors de cette édition de 1937. Les trois automobiles se placent 7e, 8e et 10e au classement général. L’année suivante, la Darl’Mat pilotée par De Cortanze décroche la 1re place en catégorie moins de deux de 2 litres.
Fort de ce succès, la Carrosserie Pourtout va produire en petite série ce modèle, entre 1937 et 1939. 106 exemplaires seront ainsi construits, et baptisés Peugeot 402 Darl’Mat "Spécial Sport".

## Principales réalisations avant-guerre
| Type                 | Dates                         | Quantité |
| -------------------- | ----------------------------- | -------- |
| Types non identifiés | 1927 à 1939                   | 5        |
| D1 12                | janvier 1937 à novembre 1937  | 3        |
| D6 60                | janvier 1937                  | 1        |
| D 6 70               | janvier 1937 à octobre 1938   | 31       |
| D 6 75               | octobre 1938 à septembre 1940 | 21       |
| D 8 120              | octobre 1937 à octobre 1938   | 3        |

| Type     | Dates                         | Quantité                  |
| -------- | ----------------------------- | ------------------------- |
| Dilambda | septembre 1931                | 2                         |
| Belna    | décembre 1934 à avril 1937    | 326 (dont 209 cabriolets) |
| Ardennes | septembre 1937 à juillet 1939 | 36                        |
| Astura   | mars 1939                     | 1                         |

| Type      | Dates                      | Quantité |
| --------- | -------------------------- | -------- |
| Roadster  | septembre 1936 à juin 1939 | 54       |
| Cabriolet | septembre 1937 à juin 1939 | 32       |
| Coupé     | juin 1937 à août 1938      | 20       |

| Type                        | Dates                      | Quantité |
| --------------------------- | -------------------------- | -------- |
| Primaquatre Sport Roadster  | septembre 1938 à juin 1939 | 10       |
| Primaquatre Sport Cabriolet | mars 1939 à juillet 1939   | 15       |
| Primaquatre Sport Coach     | octobre 1938               | 1        |

#### Carrosserie automobile
- Richard Adatto et Jean Paul Caron, De la Passion à la Perfection, SPE
- (en) Richard S. Adatto et Diana E. Meredith, Delage, Styling and Design, Dalton Watson
- Automobilia, no 14, juin 1997, n°62 (mai-juin 2003)

#### Carrosserie industrielle
- Automobilia, no 7, septembre 1997
- Rétroviseur, no 41, janvier 1992
- Carrosserie, no 481, avril 1989